# Festival de Cine La Orquídea Cuenca
El Festival de Cine La Orquídea Cuenca es un evento cinematográfico y cultural que se realiza anualmente en la ciudad ecuatoriana de Cuenca. Es organizado por el Gobierno Provincial del Azuay.

## Historia
El Festival de Cine La Orquídea – Cuenca fue creado en octubre del 2011 por la Prefectura del Azuay, como iniciativa del Prefecto Paúl Carrasco, con el objetivo de promover el cine independiente nacional e internacional, fomentar el turismo a Cuenca y el desarrollo económico de la región.
En sus seis ediciones ha recibido figuras del cine como los directores Francis Ford Coppola, Sebastián Lelio, Fernando Trueba, David Trueba, Álex de la Iglesia, Ariel Rotter, Santiago Mitre, Alejandro Fadel, Sebastián Cordero, José Luis Torres Leiva; los directores de fotografía Enrique Chédiak , César Charlone, Simon Brauer ; el director de arte Eugenio Caballero e intérpretes como Sonia Braga, Damián Alcázar, Carmen Maura, Victoria Abril, Tenoch Huerta, Carolina Bang, Ariadna Gil, Anamaria Marinca, Manolo Cardona, Angie Cepeda, Ruddy Rodríguez.

## Dirección del Festival
Presidente del Festival: Paúl Carrasco Carpio

Directora del Festiva: Rebeca Alvear Alvear

Directora de programación: Isabella Parra Puente

Productor: Mario Vera Loor

## Secciones

### Secciones en competencia
Largometraje Internacional

Jóvenes cineastas de todo el mundo nos presentan sus propuestas artísticas en esta sección de cine internacional, con largometrajes que han recorrido importantes festivales a nivel mundial.
Ópera Prima Iberoamericana

Sección competitiva que presenta primeras y segundas películas realizadas en Iberoamérica.
Cortometraje Ecuatoriano

Esta sección competitiva presenta de 12 a 15 cortometrajes de diversos géneros y temáticas, generalmente realizados por jóvenes directores ecuatorianos.
Fuera de competencia
Panorama Internacional

Sección fuera de competencia que exhibe algunas películas previamente destacadas y premiadas en otros festivales internacionales del mismo año.
Cortometraje internacional

Una variada selección de cortometrajes de ficción, enfocada a la exhibición del trabajo de jóvenes realizadores de todo el mundo.
Panorama Ecuatoriano

Sección fuera de competencia, pero reconocida con el Premio del Público, que muestra largometrajes documentales y de ficción de producción ecuatoriana.
Muestra documental

Sección que presenta largometrajes y cortometrajes documentales, con una temática social diferente cada año.
Cine infantil

Sección creada para acercar al público joven al cine independiente, con películas dirigidas a familias y estudiantes.
Funciones especiales

Destacados directores, actores, productores, fotógrafos, editores presentan en esta sección parte de su obra.

## Palmarés
| Año  | Categoría                        | Película                  | Director                              |
| ---- | -------------------------------- | ------------------------- | ------------------------------------- |
| 2011 | Mejor Largometraje Internacional | Essential killing         | Jerzy Skolimowski                     |
| 2011 | Mejor Ópera Prima Iberoamericana | Porfirio                  | Alejandro Landes                      |
| 2011 | Mejor Cortometraje Ecuatoriano   | Domingo Violeta           | Ana Cristina Barragán                 |
| 2012 | Mejor Largometraje Internacional | Policeman                 | Nadav Lapid                           |
| 2012 | Mejor Ópera Prima Iberoamericana | 7 cajas                   | Juan Carlos Maneglia y Tana Schémbori |
| 2012 | Mejor Cortometraje Ecuatoriano   | El abrazo de Felipe       | Daniela González                      |
| 2013 | Mejor Largometraje Internacional | Museum Hours              | Jem Cohen                             |
| 2013 | Mejor Ópera Prima Iberoamericana | 7 cajas                   | Juan Carlos Maneglia y Tana Schémbori |
| 2013 | Mejor Cortometraje Ecuatoriano   | El abrazo de Felipe       | Daniela González                      |
| 2014 | Mejor Largometraje Internacional | Museum Hours              | Jem Cohen                             |
| 2014 | Mejor Ópera Prima Iberoamericana | Los insólitos peces gato  | Claudia Sainte–Luce                   |
| 2014 | Mejor Cortometraje Ecuatoriano   | San Francisco en Do Mayor | Cristian Granizo                      |
| 2015 | Mejor Largometraje Internacional | Tharlo                    | Peme Tseden                           |
| 2015 | Mejor Ópera Prima Iberoamericana | Ixcanul                   | Jairo Bustamante                      |
| 2015 | Mejor Cortometraje Ecuatoriano   | Summer Beats              | Jairo Granda                          |
| 2017 | Mejor Largometraje Internacional | Western                   | Valeska Grisebach                     |
| 2017 | Mejor Ópera Prima Iberoamericana | Maquinaria Panamericana   | Joaquín del Paso                      |
| 2017 | Mejor Cortometraje Ecuatoriano   | Refill                    | Isabel Fernández                      |
| 2018 | Mejor Largometraje Internacional | Rojo                      | Benjamín Naishtat                     |
| 2018 | Mejor Ópera Prima Iberoamericana | Los muertos y los otros   | Renée Nader Messora y João Salaviza   |
| 2018 | Mejor Cortometraje Ecuatoriano   | Huaca                     | Diego Ortuño                          |